# 1848 v športu
1848 v športu.

## Bejzbol
- Prva objava knickerbockerjevih pravil

## Konjske dirke
- Grand National - zmagovalec Chandler, jahač Josie Little

## Lacrosse
- Montreal's Olympic Club igra prvo tekmo proti moštvu avtohtonega prebivalstva

## Nogomet
- Cambriška pravila, prva standarizitana nogometna pravila v Angliji, nastanjo s strani posebnega komiteja, ki ga sestavljata tudi Henry de Winton in John Charles Thring in ki je pravila predstavil na Univerzi v Cambridgeu leta 1946.

## Veslanje
- Henry Clasper zgradi prvi športni čoln moderne oblike in izdela vesla v obliki žlice

## Rojstva
- 18. julij – W. G. Grace, angleški igralec kriketa
- 18. oktober – Candy Cummings, ameriški igralec in trener bejzbola